# Alex Curran
Alex Curran (* 23. September 1982 in Norris Green, Liverpool, England) ist ein britisches Model und Modekolumnistin.

## Leben
Curran schreibt seit Ende 2005 wöchentlich die Kolumne Go Shopping With Alex Curran für die englische Tageszeitung The Daily Mirror.
Im Oktober 2007 brachte sie ihr erstes Parfum namens Alex heraus. Dieses wird exklusiv über die Kette „The Perfume Shop“ vertrieben und wurde dort zu einem der fünf Meistverkauften.
Seit 2002 ist Curran mit dem englischen Fußballnationalspieler Steven Gerrard liiert. Am 16. Juni 2007 heirateten die beiden in Berkshire. Sie haben zusammen drei Kinder und leben zusammen in Formby (Merseyside).
In der englischen Presse wird sie als Mitglied der WAGS (wives and girlfriends, Bezeichnung der Spielerfrauen in England) betitelt.